# Walter Arlen
Walter Arlen, rozený Walter Aptowitzer (31. července 1920 ve Vídni – 2. září 2023 v Los Angeles) byl rakousko-americký hudební kritik, hudební pedagog a hudební skladatel.

## Životopis
Walter Arlen se narodil 31. července 1920 jako Walter Aptowitzer ve vídeňském Ottakringu. Jeho rodina provozovala obchodní dům, který v roce 1890 založili jeho prarodiče z matčiny strany, Leopold a Regine Dichterovi. Jeho dědeček objevil Walterův hudební talent a na radu muzikologa Otty Ericha Deutsche zajistil vnukovi výuku na klavír.
Po anšlusu v roce 1938 členové SA vpadli do obchodního domu a bytu a odvezli otce do sběrného tábora. V průběhu arizace byl obchodní dům, byt a další majetek rodiny vyvlastněn a stal se majetkem nacistů. Od té doby bydlela rodina v penzionu a matka byla nějaký čas v sanatoriu kvůli pokusu o sebevraždu. Otec byl dočasně propuštěn, ale poté deportován do koncentračního tábora Dachau a poté do koncentračního tábora Buchenwald. Dne 14. března 1939 Walter Arlen opustil Vídeň. Díky záruce tety žijící v Chicagu mu byl umožněn vstup do USA. Z Terstu vyplul se svou matkou 16. března 1939 a do New Yorku dorazili 30. března 1939.
Většinu druhé světové války strávil Walter u příbuzných v Chicagu. Nejprve pracoval v obchodě s kožešinami, poté v chemické továrně. Protože nebyl schopen skládat, upadl do deprese. Na radu psychoanalytika si vyhledal učitele a studoval u Lea Sowerbyho, následně získal studijní pobyt u Roye Harrise a zůstal u něj čtyři roky.
Po válce se přestěhoval do Santa Moniky, aby studoval na Kalifornské univerzitě v Los Angeles. Brzy mu bylo doporučeno pracovat jako hudební kritik pro Los Angeles Times. Pokračoval také ve studiu u Lukase Fosse. Poté učil na různých místních vysokých školách a univerzitách, dokud nebyl pozván, aby založil a vedl hudební oddělení na Loyola Marymount University. V roce 1986 spontánně zhudebnil některé básně Jana od Kříže. Od té doby znovu skládal, až kolem roku 2000 kvůli makulární degeneraci oslepl. V září 2023 Arlen zemřel ve věku 103 let.
Arlen daroval svou pozůstalost do hudební sbírky vídeňské městské knihovny. Pozůstalost obsahuje jeho vlastní skladby především pro zpěv a klavír, korespondenci s Jeanem Sibeliem a Charlesem Haubielem a sbírku fotografií vztahujících se k jeho rodině.

## Ocenění
- 2008: Zlatý čestný odznak za zásluhy o Rakouskou republiku
- 2011: Zlatá medaile za zásluhy od státu Vídeň
- 2015: cena Goldener Rathausmann města Vídně
- 2020: čestný občan obce Bad Sauerbrunn